# Найдановски, Мирослава
Миросла́ва Найдано́вски (серб. Мирослава Најдановски / Miroslava Najdanovski; 10 января 1988, Зренянин) — сербская пловчиха, выступает за национальную сборную Сербии по плаванию начиная с 2003 года. Участница трёх летних Олимпийских игр, чемпионка Средиземноморских игр, обладательница бронзовой медали летней Универсиады в Пескаре, победительница и призёрка многих первенств национального значения в плавании вольным стилем.

## Биография
Мирослава Найдановски родилась 10 января 1988 года в городе Зренянине Средне-Банатского округа Югославии. Активно заниматься плаванием начала с раннего детства, проходила подготовку в местном спортивном клубе «Пролетер». Специализировалась на плавании вольным стилем.
Выступать на крупных соревнованиях начала ещё с 2001 года. В 2003 году вошла в состав югославской национальной сборной и дебютировала на международной арене. Благодаря череде удачных выступлений удостоилась права защищать честь Сербии и Черногории на летних Олимпийских играх 2004 года в Афинах — стартовала здесь в плавании на 50 метров вольным стилем по первой дорожке в пятом предварительном заплыве. Показанного времени 27,18 оказалось недостаточно для попадания в полуфинальную стадию. В итоговом протоколе соревнований она расположилась на 43 строке.
В 2008 году Найдановски отправилась представлять страну на Олимпийских играх в Пекине — на сей раз выступила в плавании 100 метров вольным стилем и по результатам предварительного этапа со временем 56,50 показала 38 результат. Также должна была участвовать в состязаниях на 50-метровой дистанции, но по неизвестной причине на старт не вышла.
После пекинской Олимпиады Мирослава Найдановски осталась в основном составе сербской национальной сборной и продолжила принимать участие в крупнейших международных соревнованиях. Так, в 2009 году в стометровом плавании вольным стилем она одержала победу на Средиземноморских играх в Пескаре и выиграла бронзовую медаль на домашней летней Универсиаде в Белграде. Находясь в числе лидеров плавательной команды Сербии, благополучно прошла отбор на Олимпийские игры 2012 года в Лондоне — вновь не сумела пробиться в полуфинальные стадии ни в одной из своих дисциплин, дистанцию в 50 метров преодолела за 26,46 секунды и заняла итоговое 42 место, тогда как в программе 100 метров финишировала с временем 57,45, в результате чего оказалась в общем зачёте на 35 позиции.
По состоянию на 2016 год продолжает регулярно участвовать в соревнованиях по плаванию на клубном и национальном уровнях.